# Jan Rzońca
Jan Rzońca (ur. 1843 – zm. 26 sierpnia 1862 w Warszawie) – polski zamachowiec.
Był pracownikiem warszawskiego zakładu litograficznego, dziesiętnikiem w organizacji narodowej, przygotowującej wybuch powstania styczniowego. 7 sierpnia 1862 wraz z Ludwikiem Ryllem, a 15 sierpnia powtórnie podjął nieudane próby zamachu na margrabiego Aleksandra Wielopolskiego, za co został powieszony na stokach Cytadeli Warszawskiej.